# Giuseppe Buratti
Giuseppe Buratti, né le 3 novembre 1929 à Motta Visconti (Italie) et mort le 26 mai 2008 dans la même ville, est un coureur cycliste italien. Son plus grand fait d'armes est d'avoir gagné le Grand Prix de la montagne du Tour d'Espagne en 1955. 

## Palmarès

### Palmarès amateur
- 1951
  - Pavie-Ghisallo
  - Coppa San Bernardo
  - Turin-Valtournenche
- 1952
  - 3e de Milan-Tortone

### Palmarès professionnel
- 1954
  - Tour des Alpes Apuanes
  - 2e du Trofeo dell'Unione Velocipedistica Italiana
  - 3e de Nice-Mont Agel
  - 3e de la Coppa Valle del Metauro
- 1955
  -  Classement de la montagne du Tour d'Espagne
  - 3e de Nice-Mont Agel
  - 8e du Tour d'Espagne
- 1956
  - 3e du Tour des Apennins

### Résultats dans les grands tours

#### Tour d'Italie
- 1953 : abandon
- 1955 : abandon (2e étape)
- 1956 : abandon
- 1957 : abandon
- 1958 : abandon (9e étape)

#### Tour d'Espagne
3 participations
- 1955 : 8e, vainqueur du  classement de la montagne
- 1956 : 13e
- 1958 : abandon (7e étape)